# Sisyrinchium striatum
Sisyrinchium striatum Sm. – gatunek miecznicy należący do rodziny kosaćcowatych (Iridaceae Juss.). Występuje naturalnie w Ameryce Południowej.

## Rozmieszczenie geograficzne
Rośnie naturalnie w  Chile oraz Argentynie. 

## Morfologia
ŁodygaDorasta do 120 cm wysokości.
KwiatyPosiadają po 5 płatków o żółtej barwie.

## Biologia i ekologia
Bylina. Preferuje zarówno stanowiska dobrze nasłonecznione, w półcieniu, jak i w pełnym cieniu. Występuje na nizinach lub w dolinach górskich do 2000 m n.p.m.
Rośnie zarówno na obszarach wilgotnych, z niemal stałymi opadami, jak i suchych, gdzie susza może trwać nawet do 5 miesięcy. Występuje do 8 strefy mrozoodporności.

## Zastosowanie
Gatunek bywa uprawiany jako roślina ozdobna.